# 出色伙伴
出色伙伴（英語：TRUESELF），原名“同性戀親友會（PFLAG China）”，是中國大陸一個關注LGBT群體自我認同與家庭接納的公益組織。

## 組織歷史
- 2008年6月28日，吳幼堅與胡志軍在中國廣州市創立了“同性戀親友會”。
- 2009年1月，首屆全國同志親友懇談會在廣州舉辦。
- 2011年8月，總部辦公室在廣州市天河區啟用。
- 2012年1月，吳幼堅退出同性戀親友會。
- 2013年3月，首屆親友家長協力營廣州開營。
- 2015年7月，「100場同志演講」青年培訓在廣州舉辦。
- 2015年9月，「認識同志」樂捐計畫上線。
- 2016年8月，首次彩虹夥伴成長營在廣州舉行。
- 2017年5月，首屆女性（LBT）青年志願者行動營。
- 2018年6月，十週年特別懇談會在上海舉辦。
- 2020年8月，「100位媽媽」的視頻故事拍攝計劃啟動。
- 2021年4月，“同性戀親友會”更名為“出色伙伴”。[2][3]

## 外部連接
- 官方网站（简体中文）
- 出色伙伴的新浪微博